# Gymnometopina garambaensis
Gymnometopina garambaensis är en tvåvingeart som först beskrevs av Vanschuytbroeck 1959.  Gymnometopina garambaensis ingår i släktet Gymnometopina och familjen hoppflugor. Inga underarter finns listade i Catalogue of Life.